# Wafer (elettronica)

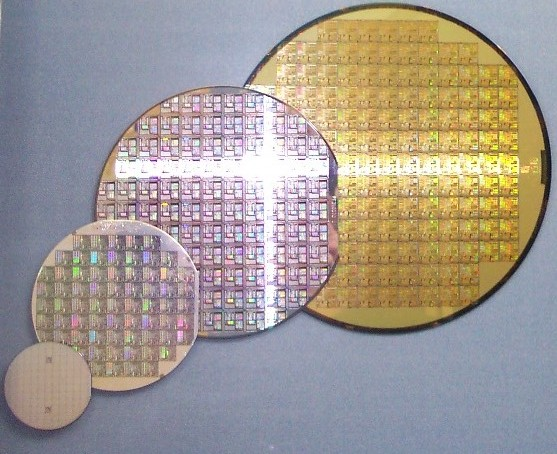
Wafer di silicio

I bordi piatti possono essere utilizzati per denotare il tipo di drogaggio e l'orientazione. cristallografica. Le parti rosse rappresentano materiale che è stato rimosso.

Un wafer, in microelettronica, è una sottile fetta di materiale semiconduttore, come ad esempio un cristallo di silicio, sulla quale vengono realizzati dei chip o die con circuiti integrati attraverso drogaggi (con diffusione o impiantazione ionica), la deposizione di sottili strati di vari materiali, conduttori, semiconduttori o isolanti, e la loro incisione fotolitografica.
Sono fabbricati in diverse misure, che vanno da 25,4 a 300 mm, con uno spessore dell'ordine di 0,5 mm. Generalmente sono ricavati da un lingotto di materiale semiconduttore utilizzando una sega a filo; segue poi la lucidatura di una o entrambe le facce del wafer.
Sotto i 200 mm presentano flat (bordi piatti) o indentature che indicano i piani cristallografici e che, nei wafer di più antica costruzione, indicano l'orientamento e il tipo di drogaggio. I wafer moderni utilizzano una tacca per fornire questa informazione, sprecando meno materiale.
L'orientamento è importante, dato che alcune proprietà elettroniche e strutturali di un singolo cristallo possono essere anisotropiche. Ad esempio, la sfaldatura di un wafer avviene tipicamente in poche direzioni ben definite.